# Batalla de Jemappes
La batalla de Jemappes entre Àustria i França va tenir lloc al 6 de novembre de 1792 a Jemappes, un poble prop de Mons als Països Baixos austríacs, actualment a Hainaut a Bèlgica.

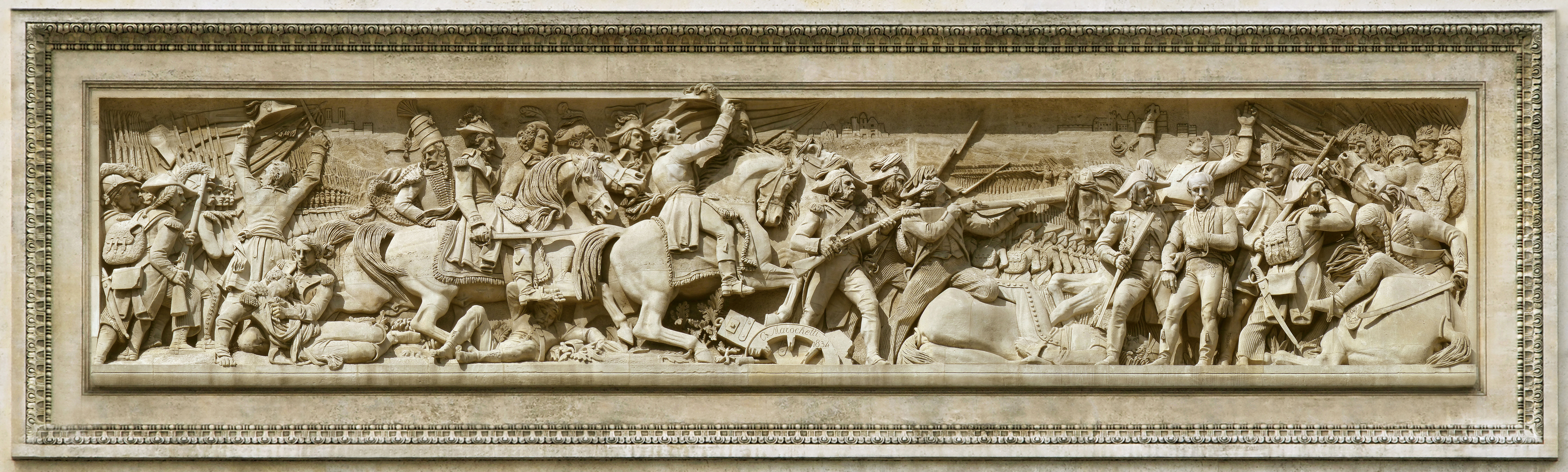
Evocació de la batalla de Jemappes a l'arc de triomf a París

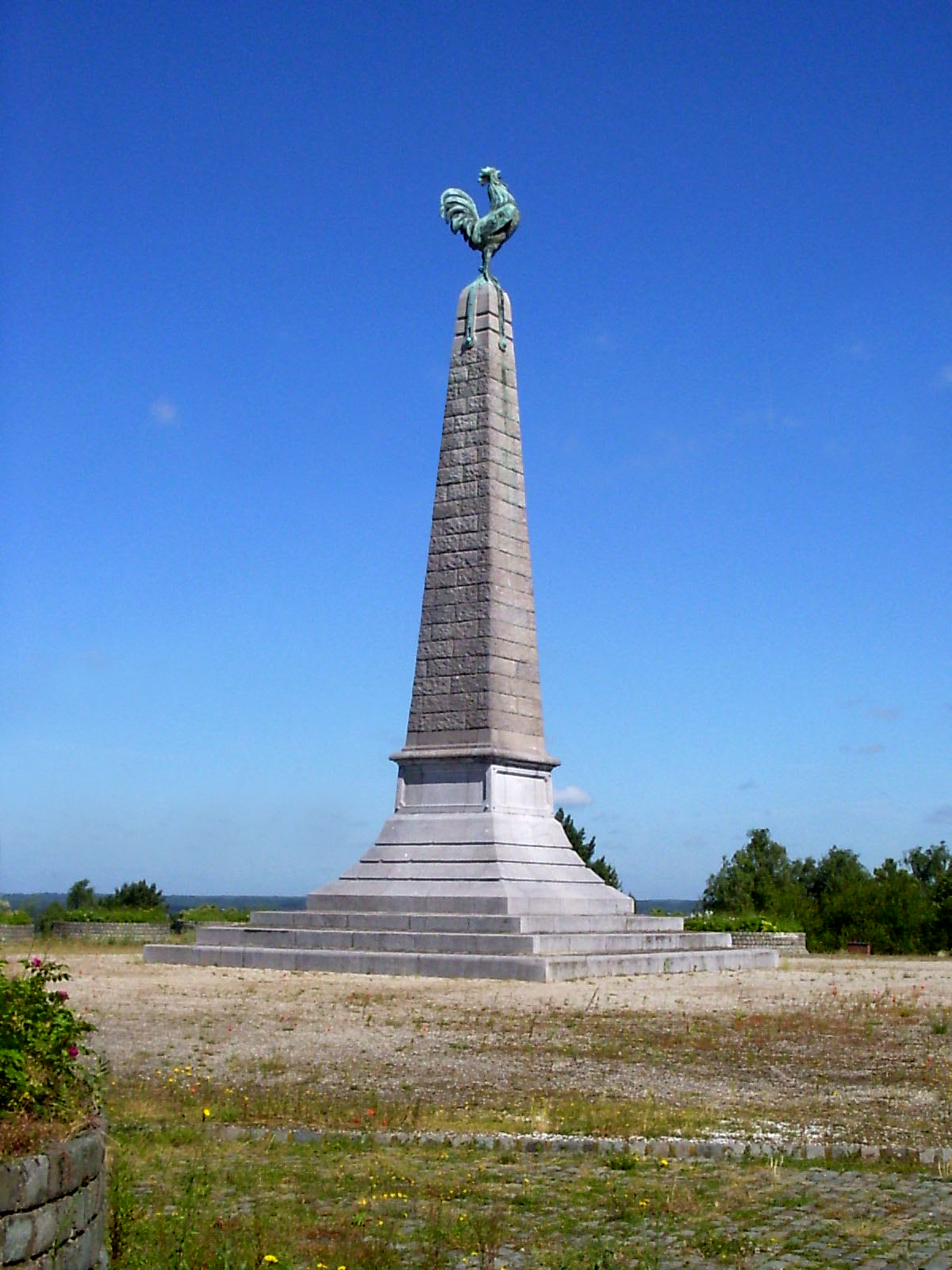
El gall való cantant a Jemappes

L'exèrcit revolucionari francès, fort pel seu nombre de 40.000 voluntàries poc experimentats, anomenat Armée de l'Argonne o Armée de Belgique conduït per Charles François Dumouriez va vèncer l'exèrcit austríac de 26.000 soldats conduït pel duc Albert de Saxònia-Teschen, governador dels Països Baixos austríacs. Del costat francès van participar entre altres el futur Lluís Felip I de França que tenia aleshores només 19 anys i es feia dir «général Égalité» i el seu germà petit Antoni d'Orléans, duc de Montpensier. La batalla fou guanyada per Dumouriez mitjançant càrregues contra les posicions fortificades austríaques que l'hi costaren moltes baixes.

## Conseqüències
La victòria va permetre annexar – o alliberar a l'argot revolucionari – el territori. El nombre de les víctimes varia segons les fonts.
Al 18 de març de 1793 l'exèrcit austríac va tornar a conquerir el territori després de la batalla de Neerwinden. Al 26 de juny de 1794 la victòria francesa a la Batalla de Fleurus va tornar el territori a França. El 1795, els francesos van batejar el departament de Jemappes com a recordatori de la victòria.
El 1911, el moviment való, sota la inspiració del socialista Jules Destrée va erigir un monument recordatori d'aquesta victòria, considerada com la victòria de les idees revolucionàries, laiques i lliuradors en oposició a la part flamenca de Bèlgica, considerada com conservadora i massa sotmesa a l'obscurantisme religiós.